# Засліплення
Засліплення — фізіологічний стан водія внаслідок дії світла на його зір, коли водій об'єктивно не має можливості виявити перешкоди чи розпізнати межі елементів дороги на мінімальній відстані.